# Seznam dílů seriálu Průměrňákovi
Toto je seznam dílů seriálu Průměrňákovi. V Česku jej premiérově vysílala stanice HBO Comedy, resp. HBO3.

## Přehled řad
| Řada | Díly | Premiéra v USA | Premiéra v USA  | Premiéra v ČR    | Premiéra v ČR      |
| Řada | Díly | První díl      | Poslední díl    | První díl        | Poslední díl       |
| ---- | ---- | -------------- | --------------- | ---------------- | ------------------ |
| 1    | 24   | 30. září 2009  | 19. května 2010 | 6. září 2010     | 27. října 2010     |
| 2    | 24   | 22. září 2010  | 25. května 2011 | 6. září 2011     | 31. října 2011     |
| 3    | 24   | 21. září 2011  | 23. května 2012 | 4. září 2012     | 25. října 2012     |
| 4    | 24   | 26. září 2012  | 22. května 2013 | 8. října 2013    | 28. listopadu 2013 |
| 5    | 24   | 25. září 2013  | 21. května 2014 | 2. září 2014     | 23. října 2014     |
| 6    | 24   | 24. září 2014  | 13. května 2015 | 7. července 2015 | 27. srpna 2015     |
| 7    | 24   | 23. září 2015  | 18. května 2016 | 11. června 2016  | 17. července 2016  |
| 8    | 23   | 11. října 2016 | 16. května 2017 | 8. dubna 2017    | 24. června 2017    |
| 9    | 24   | 3. října 2017  | 22. května 2018 | 3. června 2018   | 8. července 2018   |

## Seznam dílů

### První řada (2009–2010)
| Č. v seriálu | Č. v řadě | Původní název            | Český název                 | Režie                       | Scénář                        | Premiéra v USA     | Premiéra v ČR  |
| ------------ | --------- | ------------------------ | --------------------------- | --------------------------- | ----------------------------- | ------------------ | -------------- |
| 1            | 1         | Pilot                    | Pilot                       | Julie Anne Robinson         | DeAnn Heline a Eileen Heisler | 30. září 2009      | 6. září 2010   |
| 2            | 2         | The Cheerleader          | Roztleskávačka              | Lee Shallat Chemel          | DeAnn Heline a Eileen Heisler | 7. října 2009      | 7. září 2010   |
| 3            | 3         | The Floating Anniversary | Odkládané výročí            | Gail Mancuso                | Rob Ulin                      | 14. října 2009     | 8. září 2010   |
| 4            | 4         | The Trip                 | Výlet                       | Lee Shallat Chemel          | Jana Hunter a Mitch Hunter    | 21. října 2009     | 13. září 2010  |
| 5            | 5         | The Block Party          | Pouliční párty              | Ken Whittingham             | Alex Reid                     | 28. října 2009     | 14. září 2010  |
| 6            | 6         | The Front Door           | Vchodové dveře              | Michael Spiller             | Russ Woody                    | 4. listopadu 2009  | 15. září 2010  |
| 7            | 7         | The Scratch              | Zranění                     | Wendey Stanzler a Alex Reid | DeAnn Heline a Eileen Heisler | 18. listopadu 2009 | 20. září 2010  |
| 8            | 8         | Thanksgiving             | Díkuvzdání                  | Michael Spiller             | Vijal Patel                   | 25. listopadu 2009 | 21. září 2010  |
| 9            | 9         | Siblings                 | Sourozenci                  | Barnet Kellman              | Rob Ulin                      | 2. prosince 2009   | 22. září 2010  |
| 10           | 10        | Christmas                | Vánoce                      | Reginald Hudlin             | Roy Brown                     | 9. prosince 2009   | 27. září 2010  |
| 11           | 11        | The Jeans                | Džíny                       | Jamie Babbit                | Jana Hunter a Mitch Hunter    | 6. ledna 2010      | 28. září 2010  |
| 12           | 12        | The Neighbor             | Sousedka                    | Lee Shallat Chemel          | Jana Hunter a Mitch Hunter    | 6. ledna 2010      | 29. září 2010  |
| 13           | 13        | The Interview            | Pracovní pohovor            | Ken Whittingham             | Vijal Patel                   | 13. ledna 2010     | 4. října 2010  |
| 14           | 14        | The Yelling              | Křičení                     | Elliot Hegarty              | Rob Ulin                      | 3. února 2010      | 5. října 2010  |
| 15           | 15        | Valentine's Day          | Sv. Valentýn                | Chris Koch                  | Bruce Rasmussen               | 10. února 2010     | 6. října 2010  |
| 16           | 16        | The Bee                  | Hláskování                  | Ken Whittingham             | Eileen Heisler a DeAnn Heline | 3. března 2010     | 11. října 2010 |
| 17           | 17        | The Break-Up             | Rozchod                     | Wendey Stanzler             | Vijal Patel                   | 10. března 2010    | 12. října 2010 |
| 18           | 18        | The Fun House            | Dům plný zábavy             | Chris Koch                  | Roy Brown                     | 24. března 2010    | 13. října 2010 |
| 19           | 19        | The Final Four           | Finálová čtyřka             | Alex Reid                   | Rob Ulin                      | 31. března 2010    | 18. října 2010 |
| 20           | 20        | TV or Not TV             | S televizí, či bez televize | Lee Shallat Chemel          | Vijal Patel                   | 14. dubna 2010     | 19. října 2010 |
| 21           | 21        | Worry Duty               | Starostlivá máma            | Lee Shallat Chemel          | Bruce Rasmussen               | 28. dubna 2010     | 20. října 2010 |
| 22           | 22        | Mother's Day             | Den matek                   | Barnet Kellman              | Mitch Hunter a Jana Hunter    | 5. května 2010     | 25. října 2010 |
| 23           | 23        | Signals                  | Signály                     | Jamie Babbit                | DeAnn Heline a Eileen Heisler | 12. května 2010    | 26. října 2010 |
| 24           | 24        | Average Rules            | Průměrná rodina             | Wendey Stanzler             | DeAnn Heline a Eileen Heisler | 19. května 2010    | 27. října 2010 |

### Druhá řada (2010–2011)
| Č. v seriálu | Č. v řadě | Původní název               | Český název               | Režie              | Scénář                        | Premiéra v USA     | Premiéra v ČR  |
| ------------ | --------- | --------------------------- | ------------------------- | ------------------ | ----------------------------- | ------------------ | -------------- |
| 25           | 1         | Back to School              | Návrat do školy           | Wendey Stanzler    | DeAnn Heline a Eileen Heisler | 22. září 2010      | 6. září 2011   |
| 26           | 2         | Homecoming                  | Majáles                   | Ken Whittingham    | Rob Ulin                      | 29. září 2010      | 7. září 2011   |
| 27           | 3         | The Diaper Incident         | Plínky                    | Wendey Stanzler    | Vijal Patel                   | 6. října 2010      | 12. září 2011  |
| 28           | 4         | The Quarry                  | Kamenolom                 | Lee Shallat Chemel | Alex Reid                     | 13. října 2010     | 13. září 2011  |
| 29           | 5         | Foreign Exchange            | Zahraniční student        | Paul Lazarus       | Jana Hunter a Mitch Hunter    | 20. října 2010     | 14. září 2011  |
| 30           | 6         | Halloween                   | Halloween                 | Jamie Babbit       | Roy Brown                     | 27. října 2010     | 19. září 2011  |
| 31           | 7         | A Birthday Story            | Brickovo narození         | Ken Whittingham    | Vijal Patel                   | 3. listopadu 2010  | 20. září 2011  |
| 32           | 8         | Errand Boy                  | Povinnosti                | Lee Shallat Chemel | Tim Hobert                    | 17. listopadu 2010 | 21. září 2011  |
| 33           | 9         | Thanksgiving II             | Díkuvzdání II             | Ken Whittingham    | Rob Ulin                      | 24. listopadu 2010 | 26. září 2011  |
| 34           | 10        | A Simple Christmas          | Skromné Vánoce            | Elliot Hegarty     | Mitch Hunter a Jana Hunter    | 8. prosince 2010   | 27. září 2011  |
| 35           | 11        | Taking Back the House       | Bitva o dům               | Barnet Kellman     | DeAnn Heline a Eileen Heisler | 5. ledna 2011      | 28. září 2011  |
| 36           | 12        | The Big Chill               | Finanční problémy         | Lee Shallat Chemel | Rob Ulin                      | 12. ledna 2011     | 3. října 2011  |
| 37           | 13        | Super Sunday                | Super neděle              | Paul Lazarus       | Vijal Patel                   | 19. ledna 2011     | 4. října 2011  |
| 38           | 14        | Valentine's Day II          | Valentýn II               | Lee Shallat Chemel | Roy Brown                     | 9. února 2011      | 5. října 2011  |
| 39           | 15        | Friends, Lies and Videotape | Kamarádi, lži a videoklip | Alex Reid          | Tim Hobert                    | 16. února 2011     | 10. října 2011 |
| 40           | 16        | Hecks on a Plane            | Heckovi v letadle         | Elliot Hegarty     | DeAnn Heline a Eileen Heisler | 23. února 2011     | 11. října 2011 |
| 41           | 17        | The Math Class              | Doučování matematiky      | Alex Reid          | Jana Hunter a Mitch Hunter    | 2. března 2011     | 12. října 2011 |
| 42           | 18        | Spring Cleaning             | Jarní úklid               | Barnet Kellman     | Vijal Patel                   | 23. března 2011    | 17. října 2011 |
| 43           | 19        | The Legacy                  | Dědictví                  | Adam Davidson      | Rob Ulin                      | 13. dubna 2011     | 18. října 2011 |
| 44           | 20        | Royal Wedding               | Královská svatba          | Ken Whittingham    | Vijal Patel                   | 20. dubna 2011     | 19. října 2011 |
| 45           | 21        | Mother's Day II             | Den matek II              | Lee Shallat Chemel | Tim Hobert                    | 4. května 2011     | 24. října 2011 |
| 46           | 22        | The Prom                    | Ples                      | Ken Whittingham    | Michael Saltzman              | 11. května 2011    | 25. října 2011 |
| 47           | 23        | The Bridge                  | Most                      | Lee Shallat Chemel | Roy Brown                     | 18. května 2011    | 26. října 2011 |
| 48           | 24        | Back to Summer              | Léto volá                 | Ken Whittingham    | DeAnn Heline a Eileen Heisler | 25. května 2011    | 31. října 2011 |

### Třetí řada (2011–2012)
| Č. v seriálu | Č. v řadě | Původní název              | Český název                   | Režie              | Scénář                                                         | Premiéra v USA     | Premiéra v ČR  |
| ------------ | --------- | -------------------------- | ----------------------------- | ------------------ | -------------------------------------------------------------- | ------------------ | -------------- |
| 49           | 1         | Forced Family Fun (Part 1) | Nucená rodinná zábava 1. část | Lee Shallat Chemel | Vijal Patel                                                    | 21. září 2011      | 4. září 2012   |
| 50           | 2         | Forced Family Fun (Part 2) | Nucená rodinná zábava 2. část | Ken Whittingham    | Vijal Patel                                                    | 21. září 2011      | 5. září 2012   |
| 51           | 3         | Hecking Order              | Rodinná hierarchie            | Elliot Hegarty     | Roy Brown                                                      | 28. září 2011      | 6. září 2012   |
| 52           | 4         | Major Changes              | Zásadní změny                 | Lee Shallat Chemel | Eileen Heisler a DeAnn Heline                                  | 12. října 2011     | 11. září 2012  |
| 53           | 5         | The Test                   | Velký test                    | Elliot Hegarty     | Tim Hobert                                                     | 12. října 2011     | 12. září 2012  |
| 54           | 6         | Bad Choices                | Stěhování                     | Lee Shallat Chemel | Jana Hunter a Mitch Hunter                                     | 19. října 2011     | 13. září 2012  |
| 55           | 7         | Halloween II               | Halloween II                  | Elliot Hegarty     | David S. Rosenthal                                             | 26. října 2011     | 18. září 2012  |
| 56           | 8         | Heck's Best Thing          | Milá rodinka                  | Lee Shallat Chemel | Vijal Patel                                                    | 2. listopadu 2011  | 19. září 2012  |
| 57           | 9         | The Play                   | Divadelní hra                 | Eyal Gordin        | námět: Roy Brown, Jana Hunter a Mitch Hunter scénář: Roy Brown | 16. listopadu 2011 | 20. září 2012  |
| 58           | 10        | Thanksgiving III           | Díkuvzdání III                | Elliot Hegarty     | Tim Hobert                                                     | 23. listopadu 2011 | 25. září 2012  |
| 59           | 11        | A Christmas Gift           | Vánoční dárek                 | Blake Evans        | Jana Hunter a Mitch Hunter                                     | 7. prosince 2011   | 26. září 2012  |
| 60           | 12        | Year of the Hecks          | Rok Heckových                 | Elliot Hegarty     | David S. Rosenthal                                             | 4. ledna 2012      | 27. září 2012  |
| 61           | 13        | The Map                    | Mapa                          | Lee Shallat Chemel | DeAnn Heline a Eileen Heisler                                  | 11. ledna 2012     | 2. října 2012  |
| 62           | 14        | Hecking It Up              | Auto snů                      | Blake T. Evans     | Vijal Patel                                                    | 18. ledna 2012     | 3. října 2012  |
| 63           | 15        | Valentine's Day III        | Valentýn III                  | Lee Shallat Chemel | Jana Hunter a Mitch Hunter                                     | 8. února 2012      | 5. října 2012  |
| 64           | 16        | The Concert                | Koncert                       | Phil Traill        | Roy Brown                                                      | 15. února 2012     | 9. října 2012  |
| 65           | 17        | The Sit Down               | Promlouvání do duše           | Lee Shallat Chemel | Tim Hobert                                                     | 22. února 2012     | 10. října 2012 |
| 66           | 18        | Leap Year                  | Přestupný rok                 | Alex Hardcastle    | David S. Rosenthal                                             | 29. února 2012     | 11. října 2012 |
| 67           | 19        | The Paper Route            | Roznáška novin                | Lee Shallat Chemel | Jack Burditt                                                   | 14. března 2012    | 16. října 2012 |
| 68           | 20        | Get Your Business Done     | Životní poslání               | Blake T. Evans     | Vijal Patel                                                    | 11. dubna 2012     | 17. října 2012 |
| 69           | 21        | The Guidance Counselor     | Výchovná poradkyně            | Lee Shallat Chemel | Jana Hunter a Mitch Hunter                                     | 2. května 2012     | 18. října 2012 |
| 70           | 22        | The Clover                 | Čtyřlístek                    | Phil Traill        | Roy Brown                                                      | 9. května 2012     | 23. října 2012 |
| 71           | 23        | The Telling                | Žalování                      | Lee Shallat Chemel | Tim Hobert                                                     | 16. května 2012    | 24. října 2012 |
| 72           | 24        | The Wedding                | Svatba                        | Phil Traill        | Vijal Patel                                                    | 23. května 2012    | 25. října 2012 |

### Čtvrtá řada (2012–2013)
| Č. v seriálu | Č. v řadě | Původní název                 | Český název                 | Režie              | Scénář                        | Premiéra v USA     | Premiéra v ČR      |
| ------------ | --------- | ----------------------------- | --------------------------- | ------------------ | ----------------------------- | ------------------ | ------------------ |
| 73           | 1         | Last Whiff of Summer (Part 1) | Poslední závan léta 1. část | Lee Shallat Chemel | Eileen Heisler a DeAnn Heline | 26. září 2012      | 8. října 2013      |
| 74           | 2         | Last Whiff of Summer (Part 2) | Poslední závan léta 2. část | Lee Shallat Chemel | Eileen Heisler a DeAnn Heline | 26. září 2012      | 9. října 2013      |
| 75           | 3         | The Second Act                | Druhé dějství               | Blake T. Evans     | Tim Hobert                    | 3. října 2012      | 10. října 2013     |
| 76           | 4         | Bunny Therapy                 | Králíčková terapie          | Elliot Hegarty     | Jana Hunter a Mitch Hunter    | 10. října 2012     | 15. října 2013     |
| 77           | 5         | The Hose                      | Hadice                      | Lee Shallat Chemel | Stacey Pulwer                 | 17. října 2012     | 16. října 2013     |
| 78           | 6         | Halloween III: The Driving    | Halloween III: Řízení       | Phil Traill        | Roy Brown                     | 24. října 2012     | 17. října 2013     |
| 79           | 7         | The Safe                      | Sejf                        | Lee Shallat Chemel | Robin Shorr                   | 7. listopadu 2012  | 22. října 2013     |
| 80           | 8         | Thanksgiving IV               | Díkůvzdání IV               | Blake T. Evans     | Tim Hobert                    | 14. listopadu 2012 | 23. října 2013     |
| 81           | 9         | Christmas Help                | Vánoční sleva               | Phil Traill        | Jana Hunter a Mitch Hunter    | 5. prosince 2012   | 24. října 2013     |
| 82           | 10        | Twenty Years                  | Dvacáté výročí              | Phil Traill        | David S. Rosenthal            | 12. prosince 2012  | 29. října 2013     |
| 83           | 11        | Life Skills                   | Životní dovednosti          | Lee Shallat Chemel | Roy Brown                     | 9. ledna 2013      | 30. října 2013     |
| 84           | 12        | One Kid at a Time             | Jedno dítě za druhým        | Elliot Hegarty     | David S. Rosenthal            | 16. ledna 2013     | 31. října 2013     |
| 85           | 13        | The Friend                    | Přítel                      | Lee Shallat Chemel | Robin Shorr                   | 23. ledna 2013     | 5. listopadu 2013  |
| 86           | 14        | The Smile                     | Úsměv                       | Elliot Hegarty     | Tim Hobert                    | 6. února 2013      | 6. listopadu 2013  |
| 87           | 15        | Valentine's Day IV            | Valentýn IV                 | Phil Traill        | Jana Hunter a Mitch Hunter    | 13. února 2013     | 7. listopadu 2013  |
| 88           | 16        | Winners and Losers            | Vítězové a poražení         | John Putch         | David S. Rosenthal            | 20. února 2013     | 12. listopadu 2013 |
| 89           | 17        | Wheel of Pain                 | Kolo utrpení                | Lee Shallat Chemel | Michael Saltzman              | 27. února 2013     | 13. listopadu 2013 |
| 90           | 18        | The Name                      | Jméno                       | Alex Hardcastle    | Roy Brown                     | 27. března 2013    | 14. listopadu 2013 |
| 91           | 19        | The Bachelor                  | Nevěsta pro milionáře       | Lee Shallat Chemel | Tim Hobert                    | 3. dubna 2013      | 19. listopadu 2013 |
| 92           | 20        | Dollar Days                   | Dolarobraní                 | Phil Traill        | Jana Hunter a Mitch Hunter    | 10. dubna 2013     | 20. listopadu 2013 |
| 93           | 21        | From Orson with Love          | S láskou Orson              | Lee Shallat Chemel | Robin Shorr                   | 1. května 2013     | 21. listopadu 2013 |
| 94           | 22        | Hallelujah Hoedown            | Maturitní ples              | Blake T. Evans     | David S. Rosenthal            | 8. května 2013     | 26. listopadu 2013 |
| 95           | 23        | The Ditch                     | Záškolačka                  | Lee Shallat Chemel | Roy Brown                     | 15. května 2013    | 27. listopadu 2013 |
| 96           | 24        | The Graduation                | Slavnostní vyřazení         | Eileen Heisler     | Tim Hobert                    | 22. května 2013    | 28. listopadu 2013 |

### Pátá řada (2013–2014)
| Č. v seriálu | Č. v řadě | Původní název                 | Český název           | Režie               | Scénář                        | Premiéra v USA    | Premiéra v ČR  |
| ------------ | --------- | ----------------------------- | --------------------- | ------------------- | ----------------------------- | ----------------- | -------------- |
| 97           | 1         | The Drop Off                  | Škola volá!           | Lee Shallat Chemel  | DeAnn Heline a Eileen Heisler | 25. září 2013     | 2. září 2014   |
| 98           | 2         | Change in the Air             | Závan změn            | Blake T. Evans      | Jana Hunter a Mitch Hunter    | 2. října 2013     | 3. září 2014   |
| 99           | 3         | The Potato                    | Brambora              | Lee Shallat Chemel  | Tim Hobert                    | 9. října 2013     | 4. září 2014   |
| 100          | 4         | The 100th                     | Stovka                | Blake T. Evans      | David S. Rosenthal            | 23. října 2013    | 9. září 2014   |
| 101          | 5         | Halloween IV: The Ghost Story | Halloween IV: Duchové | Lee Shallat Chemel  | Roy Brown                     | 30. října 2013    | 10. září 2014  |
| 102          | 6         | The Jump                      | Výskok                | Elliot Hegarty      | Robin Shorr                   | 13. května 2013   | 11. září 2014  |
| 103          | 7         | Thanksgiving V                | Díkůvzdání V          | Lee Shallat Chemel  | David S. Rosenthal            | 20. května 2013   | 16. září 2014  |
| 104          | 8         | The Kiss                      | Polibek               | Elliot Hegarty      | Jana Hunter a Mitch Hunter    | 4. prosince 2013  | 17. září 2014  |
| 105          | 9         | The Christmas Tree            | Vánoční stromek       | Lee Shallat Chemel  | Tim Hobert                    | 11. prosince 2013 | 18. září 2014  |
| 106          | 10        | Sleepless in Orson            | Bezesné noci v Orsonu | Blake T. Evans      | Roy Brown                     | 8. ledna 2014     | 23. září 2014  |
| 107          | 11        | War of the Hecks              | Válka Heckových       | Lee Shallat Chemel  | Robin Shorr                   | 15. ledna 2014    | 24. září 2014  |
| 108          | 12        | The Carpool                   | Spolujízda            | Julie Anne Robinson | Jana Hunter a Mitch Hunter    | 22. ledna 2014    | 25. září 2014  |
| 109          | 13        | Hungry Games                  | Hladové hry           | Lee Shallat Chemel  | David S. Rosenthal            | 5. února 2014     | 30. září 2014  |
| 110          | 14        | The Award                     | Cena                  | Phil Traill         | Katy Ballard                  | 26. února 2014    | 1. října 2014  |
| 111          | 15        | Vacation Days                 | Placená dovolená      | Phil Traill         | Tim Hobert                    | 5. března 2014    | 2. října 2014  |
| 112          | 16        | Stormy Moon                   | Měsíc v bouři         | John Putch          | Robin Shorr                   | 12. března 2014   | 7. října 2014  |
| 113          | 17        | The Walk                      | Procházka             | Lee Shallat Chemel  | David S. Rosenthal            | 26. března 2014   | 8. října 2014  |
| 114          | 18        | The Smell                     | Smrad                 | Phil Traill         | Roy Brown                     | 2. dubna 2014     | 9. října 2014  |
| 115          | 19        | The Wind Chimes               | Zvonkohra             | Lee Shallat Chemel  | Jana Hunter a Mitch Hunter    | 23. dubna 2014    | 14. října 2014 |
| 116          | 20        | The Optimist                  | Optimistka            | Lee Shallat Chemel  | Tim Hobert                    | 30. dubna 2014    | 15. října 2014 |
| 117          | 21        | Office Hours                  | Úřední hodiny         | Lee Shallat Chemel  | Ben Adams                     | 7. května 2014    | 16. října 2014 |
| 118          | 22        | Heck on a Hard Body           | Heckovi soutěží       | Blake T. Evans      | Jana Hunter a Mitch Hunter    | 14. května 2014   | 21. října 2014 |
| 119          | 23        | Orlando                       | Orlando               | Eileen Heisler      | David S. Rosenthal            | 21. května 2014   | 22. října 2014 |
| 120          | 24        | The Wonderful World of Hecks  | Heckovi v sedmém nebi | Lee Shallat Chemel  | Tim Hobert                    | 21. května 2014   | 23. října 2014 |

### Šestá řada (2014–2015)
| Č. v seriálu | Č. v řadě | Původní název             | Český název            | Režie              | Scénář                        | Premiéra v USA     | Premiéra v ČR     |
| ------------ | --------- | ------------------------- | ---------------------- | ------------------ | ----------------------------- | ------------------ | ----------------- |
| 121          | 1         | Unbraceable You           | Zbavení pout           | Lee Shallat Chemel | Tim Hobert                    | 24. září 2014      | 7. července 2015  |
| 122          | 2         | The Loneliest Locker      | Osamělá skříňka        | Blake T. Evans     | Jana Hunter a Mitch Hunter    | 1. října 2014      | 8. července 2015  |
| 123          | 3         | Major Anxiety             | Velké obavy            | Phil Traill        | Rich Dahm                     | 8. října 2014      | 9. července 2015  |
| 124          | 4         | The Table                 | Stůl                   | Lee Shallat Chemel | Roy Brown                     | 22. října 2014     | 14. července 2015 |
| 125          | 5         | Halloween V               | Halloween V: Rande     | Lee Shallat Chemel | Robin Shorr                   | 29. října 2014     | 15. července 2015 |
| 126          | 6         | The Sinkhole              | Díra po dřezu          | Melissa Kosar      | Katie Ballard                 | 12. listopadu 2014 | 16. července 2015 |
| 127          | 7         | Thanksgiving VI           | Díkůvzdání VI          | Lee Shallat Chemel | Tim Hobert                    | 19. listopadu 2014 | 21. července 2015 |
| 128          | 8         | The College Tour          | Den otevřených dveří   | Blake T. Evans     | Rich Dahm                     | 3. prosince 2014   | 22. července 2015 |
| 129          | 9         | The Christmas Wall        | Vánoční mez            | Lee Shallat Chemel | Roy Brown                     | 10. prosince 2014  | 23. července 2015 |
| 130          | 10        | Pam Freakin' Staggs       | Trapná Pam Staggsová   | Elliot Hegarty     | Jana Hunter a Mitch Hunter    | 7. ledna 2015      | 28. července 2015 |
| 131          | 11        | A Quarry Story            | Mejdan v lomu          | Clare Kilner       | Ilana Wernick                 | 14. ledna 2015     | 29. července 2015 |
| 132          | 12        | Hecks on a Train          | Heckovi ve vlaku       | Lee Shallat Chemel | Tim Hobert                    | 4. února 2015      | 30. července 2015 |
| 133          | 13        | Valentine's Day VI        | Svatý valentýn VI      | Lee Shallat Chemel | Rich Dahm                     | 11. února 2015     | 4. srpna 2015     |
| 134          | 14        | The Answer                | Odpověď                | Rich Dahm          | Tim Hobert                    | 18. února 2015     | 5. srpna 2015     |
| 135          | 15        | Steaming Pile of Guilt    | Náhradní narozeniny    | Lee Shallat Chemel | Robin Shorr                   | 25. února 2015     | 6. srpna 2015     |
| 136          | 16        | Flirting with Disaster    | Nebezpečný flirt       | Phil Traill        | Roy Brown                     | 4. března 2015     | 11. srpna 2015    |
| 137          | 17        | The Waiting Game          | Čekání                 | Danny Salles       | Katy Ballard                  | 25. března 2015    | 12. srpna 2015    |
| 138          | 18        | Operation Infiltration    | Operace infiltrace     | Melissa Kosar      | Ilana Wernick                 | 1. dubna 2015      | 13. srpna 2015    |
| 139          | 19        | Siblings and Sombreros    | Sourozenci a sombréra  | Melissa Kosar      | Jana Hunter a Mitch Hunter    | 8. dubna 2015      | 18. srpna 2015    |
| 140          | 20        | Food Courting             | Lanaření               | Blake T. Evans     | Jana Hunter a Mitch Hunter    | 15. dubna 2015     | 19. srpna 2015    |
| 141          | 21        | Two of a Kind             | Kámoši dva             | Danny Salles       | Tim Hobert                    | 22. dubna 2015     | 20. srpna 2015    |
| 142          | 22        | While You Were Sleeping   | Zatímco spíš           | Blake T. Evans     | Roy Brown                     | 29. dubna 2015     | 25. srpna 2015    |
| 143          | 23        | Mother's Day Reservations | Rezervace na den matek | Lee Shallat Chemel | Rich Dahm                     | 6. května 2015     | 26. srpna 2015    |
| 144          | 24        | The Graduate              | Slavnostní zakončení   | Eileen Heisler     | Eileen Heisler a DeAnn Heline | 13. května 2015    | 27. srpna 2015    |

### Sedmá řada (2015–2016)
| Č. v seriálu | Č. v řadě | Původní název                 | Český název                        | Režie              | Scénář                        | Premiéra v USA     | Premiéra v ČR     |
| ------------ | --------- | ----------------------------- | ---------------------------------- | ------------------ | ----------------------------- | ------------------ | ----------------- |
| 145          | 1         | Not Your Brother's Drop Off   | Já to chci lepší než brácha        | Lee Shallat Chemel | Tim Hobert                    | 23. září 2015      | 11. června 2016   |
| 146          | 2         | Cutting the Cord              | Přestřihnout pupeční šňůru         | Danny Salles       | Rich Dahm                     | 30. září 2015      | 11. června 2016   |
| 147          | 3         | The Shirt                     | Košile                             | Lee Shallat Chemek | Jana Hunter a Mitch Hunter    | 7. října 2015      | 12. června 2016   |
| 148          | 4         | Risky Business                | Riskantní podnik                   | Phil Traill        | Ilana Wernick                 | 14. října 2015     | 12. června 2016   |
| 149          | 5         | Land of the Lost              | Země ztracených                    | Lee Shallat Chemel | Roy Brown                     | 21. října 2015     | 18. června 2016   |
| 150          | 6         | Halloween VI: Tick Tock Death | Halloween VI: Smrt se blíží        | Elliot Hegarty     | Tim Hobert                    | 28. října 2015     | 18. června 2016   |
| 151          | 7         | Homecoming II: The Tailgate   | Návrat domů II: Absolventský sjezd | Lee Shallat Chemel | Ilana Wernick                 | 11. listopadu 2015 | 19. června 2016   |
| 152          | 8         | Thanksgiving VII              | Díkůvzdání VII                     | Elliot Hegarty     | Rich Dahm                     | 18. listopadu 2015 | 19. června 2016   |
| 153          | 9         | The Convention                | Mítink                             | Lee Shallat Chemel | Jana Hunter a Mitch Hunter    | 2. prosince 2015   | 25. června 2016   |
| 154          | 10        | Not So Silent Night           | Ne tak klidné Vánoce               | Melissa Kosar      | DeAnn Heline a Eileen Heisler | 9. prosince 2015   | 25. června 2016   |
| 155          | 11        | The Rush                      | Dívčí spolky                       | Lee Shallat Chemel | Roy Brown                     | 6. ledna 2016      | 26. června 2016   |
| 156          | 12        | Birds of a Feather            | Papoušek v kleci                   | Victor Nelli       | Tim Hobert                    | 13. ledna 2016     | 26. června 2016   |
| 157          | 13        | Floating 50                   | Odložená padesátka                 | Lee Shallat Chemel | Rich Dahm                     | 20. ledna 2016     | 2. července 2016  |
| 158          | 14        | Film, Friends and Fruit Pies  | Film, přátelé a ovocné taštičky    | Blake T. Evans     | Jana Hunter a Mitch Hunter    | 10. února 2016     | 2. července 2016  |
| 159          | 15        | Hecks at a Movie              | Heckovi v kině                     | Lee Shallat Chemel | Ilana Wernick                 | 17. února 2016     | 3. července 2016  |
| 160          | 16        | The Man Hunt                  | Stát se mužem                      | Danny Salles       | Roy Brown                     | 24. února 2016     | 3. července 2016  |
| 161          | 17        | The Wisdom Teeth              | Zuby moudrosti                     | Lee Shallat Chemel | Stacey Pulwer                 | 16. března 2016    | 9. července 2016  |
| 162          | 18        | A Very Donahue Vacation       | Dovolená s Donahueovými            | Jaffar Mahmood     | Rich Dahm                     | 23. března 2016    | 9. července 2016  |
| 163          | 19        | Crushed                       | Zamilovaná                         | Lee Shallat Chemel | Tim Hobert                    | 6. dubna 2016      | 10. července 2016 |
| 164          | 20        | Survey Says...                | Průzkum spokojenosti               | Lee Shallat Chemel | Ilana Wernick                 | 13. dubna 2016     | 10. července 2016 |
| 165          | 21        | The Lanai                     | Lanai                              | Blake T. Evans     | Jana Hunter a Mitch Hunter    | 27. dubna 2016     | 16. července 2016 |
| 166          | 22        | Not Mother's Day              | Zrušený Den matek                  | Lee Shallat        | Rich Dahm                     | 4. května 2016     | 16. července 2016 |
| 167          | 23        | Find My Hecks                 | Ve škarpě                          | Phil Traill        | Roy Brown                     | 11. května 2016    | 17. července 2016 |
| 168          | 24        | The Show Must Go On           | Show musí jít dál                  | Lee Shallat Chemel | Tim Hobert                    | 18. května 2016    | 17. července 2016 |

### Osmá řada (2016–2017)
| Č. v seriálu | Č. v řadě | Původní název                | Český název                     | Režie              | Scénář                     | Premiéra v USA     | Premiéra v ČR   |
| ------------ | --------- | ---------------------------- | ------------------------------- | ------------------ | -------------------------- | ------------------ | --------------- |
| 169          | 1         | The Core Group               | Zdravé jádro                    | Lee Shallat Chemel | Illana Wernick             | 11. října 2016     | 8. dubna 2017   |
| 170          | 2         | A Tough Pill to Swallow      | Těžko spolknutelná pilulka      | Phil Traill        | Rich Dahm                  | 18. října 2016     | 8. dubna 2017   |
| 171          | 3         | Halloween VII: The Heckoning | Halloween VII                   | Lee Shallat Chemel | Tim Hobert                 | 25. října 2016     | 15. dubna 2017  |
| 172          | 4         | True Grit                    | Opravdová kuráž                 | Victor Nelli       | Jana Hunter a Mitch Hunter | 1. listopadu 2016  | 15. dubna 2017  |
| 173          | 5         | Roadkill                     | Zničená kráva                   | Lee Shallat Chemel | Roy Brown                  | 15. listopadu 2016 | 22. dubna 2017  |
| 174          | 6         | Thanksgiving VIII            | Díkůvzdání VIII                 | Elliot Hegarty     | Illana Wernick             | 22. listopadu 2016 | 22. dubna 2017  |
| 175          | 7         | Look Who's Not Talking       | Kdopak to s námi nemluví        | Lee Shallat Chemel | Tim Hobert                 | 29. listopadu 2016 | 29. dubna 2017  |
| 176          | 8         | Trip and Fall                | Výlet a pád                     | Elliot Hegarty     | Rich Dahm                  | 6. prosince 2016   | 29. dubna 2017  |
| 177          | 9         | A Very Marry Christmas       | Velmi šťastné Vánoce            | Lee Shallat Chemel | Jana Hunter a Mitch Hunter | 13. prosince 2016  | 6. května 2017  |
| 178          | 10        | Escape Orson                 | Uniková hra                     | Jaffar Mahmood     | Roy Brown                  | 3. ledna 2017      | 6. května 2017  |
| 179          | 11        | Hoosier Maid                 | Služebné z Indiany              | Elliot Hegarty     | Bruce Rasmussen            | 10. ledna 2017     | 13. května 2017 |
| 180          | 12        | Pitch Imperfect              | Neladíme                        | Melissa Kosar      | Rich Dahm                  | 17. ledna 2017     | 13. května 2017 |
| 181          | 13        | Ovary and Out                | Vaječníky                       | Elliot Hegarty     | Ilana Wernick              | 7. února 2017      | 20. května 2017 |
| 182          | 14        | Sorry Not Sorry              | Promiň, ale nemrzí mě to        | Phil Traill        | Tim Hobert                 | 14. února 2017     | 20. května 2017 |
| 183          | 15        | Dental Hijinks               | Chaos                           | Lee Shallat Chemel | Jana Hunter a Mitch Hunter | 21. února 2017     | 27. května 2017 |
| 184          | 16        | Swing and a Miss             | Jarní prázdniny                 | Danny Salles       | Roy Brown                  | 7. března 2017     | 27. května 2017 |
| 185          | 17        | Exes and Ohhhs               | Bejvalek se nezbavíš            | Lee Shallat Chemel | Rich Dahm                  | 14. března 2017    | 3. června 2017  |
| 186          | 18        | The Par-tay                  | Užívání                         | Jaffar Mahmood     | Ilana Wernick              | 4. dubna 2017      | 3. června 2017  |
| 187          | 19        | The Confirmation             | Biřmování                       | Charlie McDermott  | Tim Hobert                 | 11. dubna 2017     | 10. června 2017 |
| 188          | 20        | Adult Swim                   | Dospívání                       | Lee Shallat Chemel | Jana Hunter a Mitch Hunter | 18. dubna 2017     | 10. června 2017 |
| 189          | 21        | Clear and Present Danger     | Narozeninové video              | Phil Traill        | Roy Brown                  | 2. května 2017     | 17. června 2017 |
| 190          | 22        | The Final Final              | Konečné zakončení               | Lee Shallat Chemel | Rich Dahm                  | 9. května 2017     | 17. června 2017 |
| 191          | 23        | Fight or Flight              | Poškrábané auto a let do Evropy | Eileen Heisler     | Ilana Wernick              | 16. května 2017    | 24. června 2017 |

### Devátá řada (2017–2018)
| Č. v seriálu | Č. v řadě | Původní název                         | Český název                               | Režie              | Scénář                        | Premiéra v USA     | Premiéra v ČR    |
| ------------ | --------- | ------------------------------------- | ----------------------------------------- | ------------------ | ----------------------------- | ------------------ | ---------------- |
| 192          | 1         | Vive La Hecks                         | Viva La Heckovi                           | Lee Shallat-Chemel | Tim Hobert                    | 3. října 2017      | 3. června 2018   |
| 193          | 2         | Please Don't Feed the Hecks           | Nekrmte Heckovi, prosím                   | Phil Traill        | Ilana Wernick                 | 10. října 2017     | 3. června 2018   |
| 194          | 3         | Meet the Parents                      | Rodičovské setkání                        | Lee Shallat-Chemel | Jana Hunter a Mitch Hunter    | 17. října 2017     | 3. června 2018   |
| 195          | 4         | Halloween VIII: Orson Murder Mystery  | Halloween VIII: Tajemství Orsonské vraždy | Phil Traill        | Rich Dahm                     | 24. října 2017     | 3. června 2018   |
| 196          | 5         | Role of a Lifetime                    | Životní role                              | Lee Shallat-Chemel | Roy Brown                     | 31. října 2017     | 10. června 2018  |
| 197          | 6         | The Setup                             | Péče                                      | Victor Nelli Jr.   | Tim Hobert                    | 7. listopadu 2017  | 10. června 2018  |
| 198          | 7         | Thanksgiving IX                       | Díkůvzdání IX                             | Phil Traill        | Jana Hunter a Mitch Hunter    | 14. listopadu 2017 | 10. června 2018  |
| 199          | 8         | Eyes Wide Open                        | Oči dokořán                               | Jaffar Mahmood     | Rich Dahm                     | 21. listopadu 2017 | 10. června 2018  |
| 200          | 9         | The 200th                             | Dvoustovka                                | Lee Shallat-Chemel | Roy Brown                     | 5. prosince 2017   | 17. června 2018  |
| 201          | 10        | The Christmas Miracle                 | Vánoční zázrak                            | Lee Shallat-Chemel | Ilana Wernick                 | 12. prosince 2017  | 17. června 2018  |
| 202          | 11        | New Year's Revelations                | Novoroční zjevení                         | Lee Shallat-Chemel | Tim Hobert                    | 2. ledna 2018      | 17. června 2018  |
| 203          | 12        | The Other Man                         | Ten druhý muž                             | Victor Nelli Jr.   | Jana Hunter a Mitch Hunter    | 9. ledna 2018      | 17. června 2018  |
| 204          | 13        | Mommapalooza                          | Mámapalúza                                | Phil Traill        | Roy Brown                     | 16. ledna 2018     | 24. června 2018  |
| 205          | 14        | Guess Who's Coming to Frozen Dinner   | Hádej, kdo přijde na mraženou večeři      | Lee Shallat-Chemel | Ilana Wernick                 | 6. února 2018      | 24. června 2018  |
| 206          | 15        | Toasted                               | Sueiny 21. narozeniny                     | Lee Shallat-Chemel | A.J. Blum                     | 27. února 2018     | 24. června 2018  |
| 207          | 16        | The Crying Game                       | Plačící hra                               | Phil Traill        | Rich Dahm                     | 13. března 2018    | 24. června 2018  |
| 208          | 17        | Hecks vs. Glossners: The Final Battle | Heckovi vs. Glossnerovi: Finální bitva    | Elliot Hegarty     | Tim Hobert                    | 20. března 2018    | 1. července 2018 |
| 209          | 18        | Thank You for Not Kissing             | Díky za nelíbání                          | Lee Shallat-Chemel | Jana Hunter a Mitch Hunter    | 3. dubna 2018      | 1. července 2018 |
| 210          | 19        | Bat Out of Heck                       | Tátovy rady                               | Danny Salles       | Ilana Wernick                 | 10. dubna 2018     | 1. července 2018 |
| 211          | 20        | Great Heckspectations                 | Skvělé očekávaní Heckových                | Lee Shallat-Chemel | Roy Brown                     | 1. května 2018     | 1. července 2018 |
| 212          | 21        | The Royal Flush                       | Královská postupka                        | Phil Traill        | Rich Dahm                     | 8. května 2018     | 8. července 2018 |
| 213          | 22        | Split Decision                        | Rozhodnutí o rozdělení                    | Danny Salles       | Tim Hobert                    | 15. května 2018    | 8. července 2018 |
| 214–215      | 23–24     | A Heck of a Ride                      | Pořádná jízda                             | Lee Shallat-Chemel | Eileen Heisler a DeAnn Heline | 22. května 2018    | 8. července 2018 |